# Chromis xanthochira
Chromis xanthochira es una especie de peces de la familia Pomacentridae en el orden de los Perciformes.

## Morfología
Los machos pueden llegar alcanzar los 14 cm de longitud total.

## Hábitat
Es un pez de mar.

## Distribución geográfica
Se encuentran en Indonesia, Filipinas, República de Palau, Guam, Papúa Nueva Guinea, Islas Salomón, el norte de la Gran Barrera de Coral y la Isla de Navidad.